# Esploso

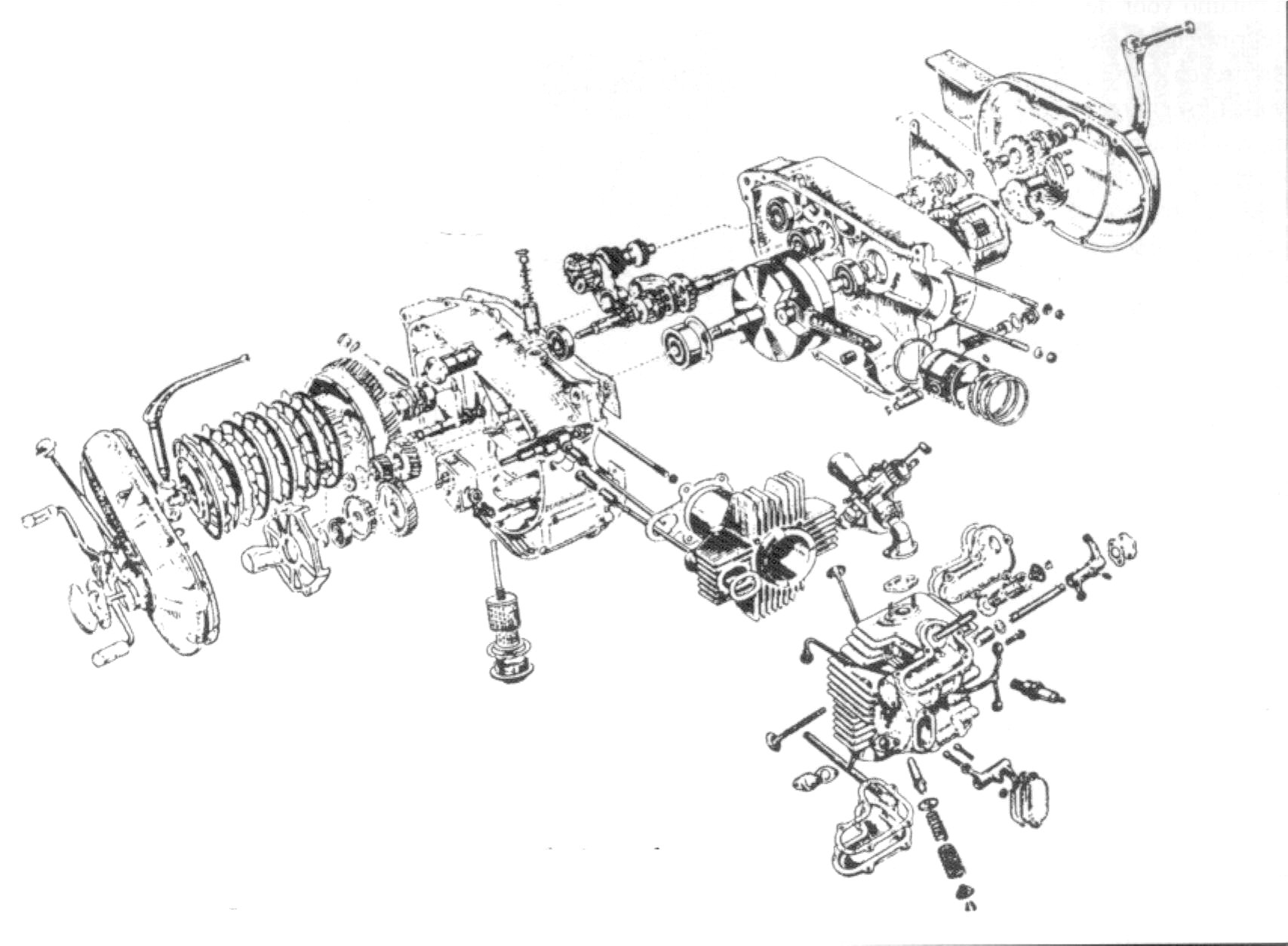
Esploso di un motore termico

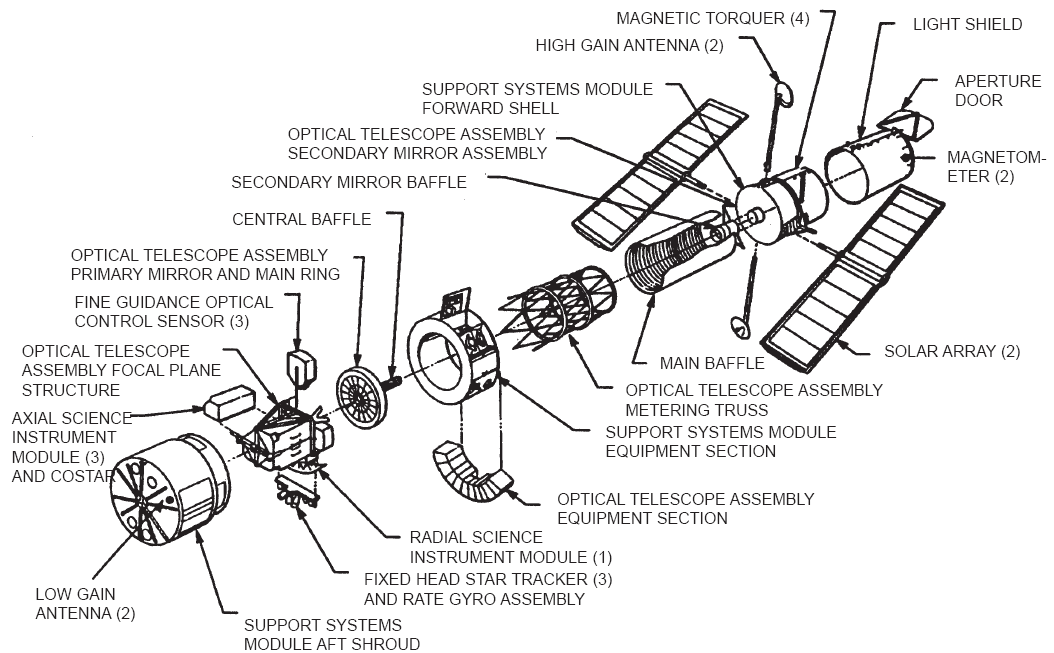
Esploso di un satellite

Un esploso è un tipo di rappresentazione grafica di un oggetto finito.

## Descrizione
Si tratta di una scomposizione di un elemento finito, in assonometria, tale da visualizzare tutti i suoi componenti interni e la loro disposizione/accoppiamento.

## Forma
Questa tecnica può essere presentata in diversi modi:
- Semplice, si ha la sola visualizzazione dei diversi componenti e del loro assemblaggio
- Numerata, si ha un esploso semplice arricchito da dei numeri, che contraddistinguono ogni singolo componente
- Descrittiva, si ha un esploso semplice più o meno dettagliato, che presenta delle descrizioni dei diversi componenti

## Uso
Viene usato spesso dai:
- Ricambisti (i disegni vengono arricchiti con dei numeri di riconoscimento), soprattutto in ambito meccanico ed elettromeccanico
- Assemblatori e manutentori, questo tipo di visualizzazione, può risultare molto utile anche in fase d'assemblaggio di un componente, in quanto riesce a visualizzare a grandi linee la disposizione dei diversi componenti.
- Descrittivo un utilizzo è quello di poter illustrare il funzionamento di una struttura o componente.